# Кироваканский округ

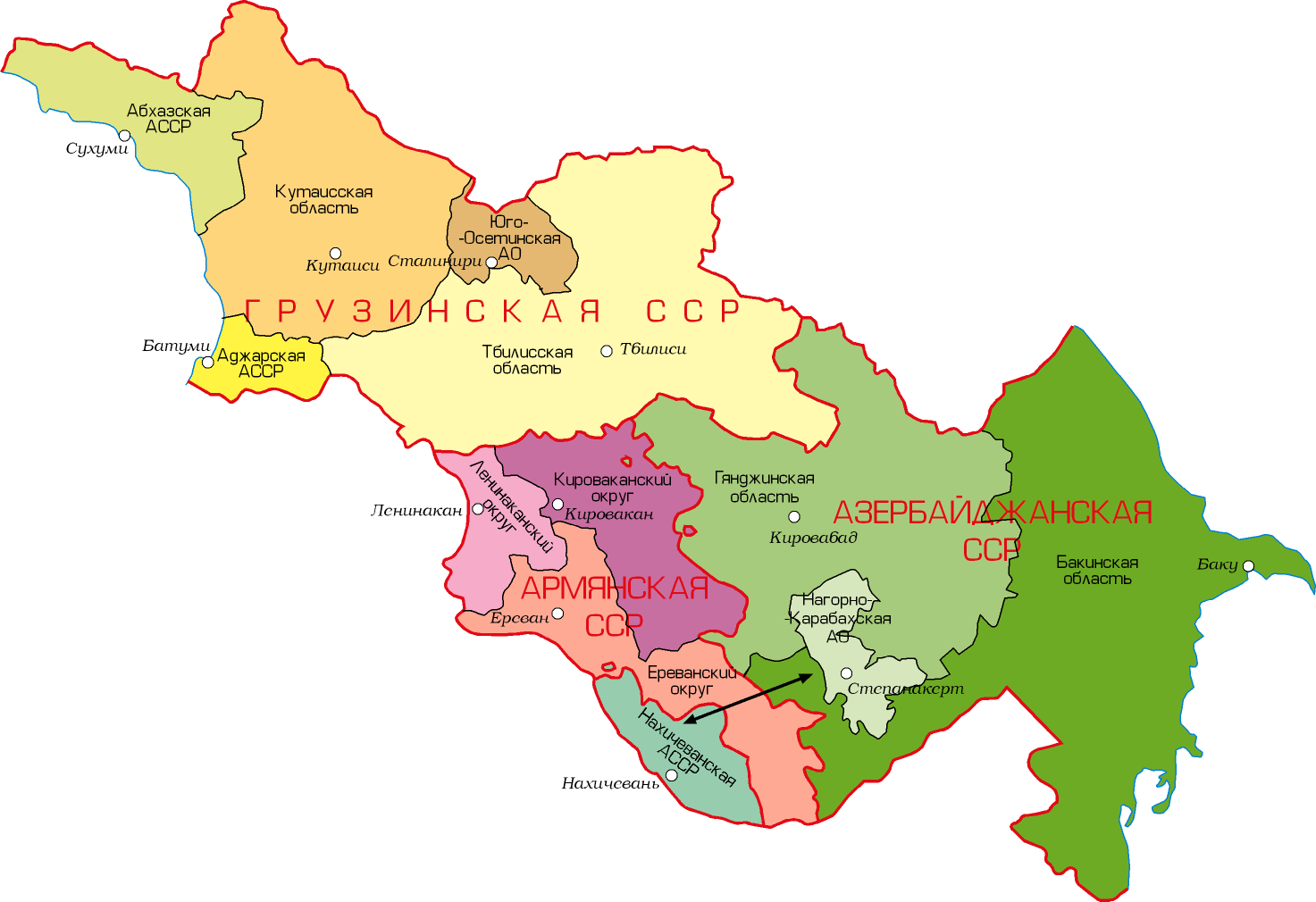
Карта административного устройства Закавказья в 1952—1953 гг.

Кировака́нский округ (арм. Կիրովականի շրջանը) — административно-территориальная единица Армянской ССР, существовавшая в 1952—1953 годах. Административный центр — город Кировакан.
Округ был образован 17 января 1952 года, когда вся территория Армянской ССР была разделена на 3 округа. Граничил с Ереванским и Ленинаканским округами Армянской ССР, а также с Азербайджанской ССР.
Делился на 12 районов:
- Алавердский — пгт Туманян
- Басаргечарский — с. Басаргечар
- Иджеванский — с. Иджеван
- Калининский — с. Калинино
- Кироваканский — г. Кировакан
- Красносельский — с. Красное Село
- Мартунинский — c. Мартуни
- Ноемберянский — с. Ноемберян
- Нор-Баязетский — г. Нор-Баязет
- Севанский — с. Севан
- Степанаванский — г. Степанаван
- Шамшадинский — c. Берд

18 апреля 1953 года все округа Армянской ССР были упразднены.

## Руководители
1-й секретарь Кироваканского окружного комитета КП(б)-КП Армении — Варданян, Липарит Серобович.